# Goera valmiki
Goera valmiki är en nattsländeart som beskrevs av Schmid 1991. Goera valmiki ingår i släktet Goera och familjen grusrörsnattsländor. Inga underarter finns listade i Catalogue of Life.